# Conistra torrida
Conistra torrida là một loài bướm đêm trong họ Noctuidae.